# Idar
Idar (en guyaratí: ઇડર ) es una ciudad de la India en el distrito de Sabarkantha, estado de Guyarat.

## Geografía
Se encuentra a una altitud de 220 m s. n. m. a 375 km de la capital estatal, Gandhinagar, en la zona horaria UTC +5:30.

## Demografía
Según estimación 2011 contaba con una población de 32 253 habitantes.